# Guckheim
Guckheim ist eine Ortsgemeinde im Westerwaldkreis in Rheinland-Pfalz. Sie gehört der Verbandsgemeinde Westerburg an.

## Geographie
Guckheim liegt in der Mittelgebirgslage des Westerwaldes in einer Talsohle in etwa 330 m ü. NHN. Sowohl Elbbach als auch der einmündende Otterbach fließen direkt an Guckheim vorbei. Aufgrund der Tallage und unter dem Einfluss von Starkregenereignissen und gleichzeitiger Schneeschmelze sind Teile der Ortschaft seit Generationen hochwassergefährdet. Mit verschiedenen Schutzmaßnahmen versucht man anfallende Hochwassersituationen zu entschärfen.

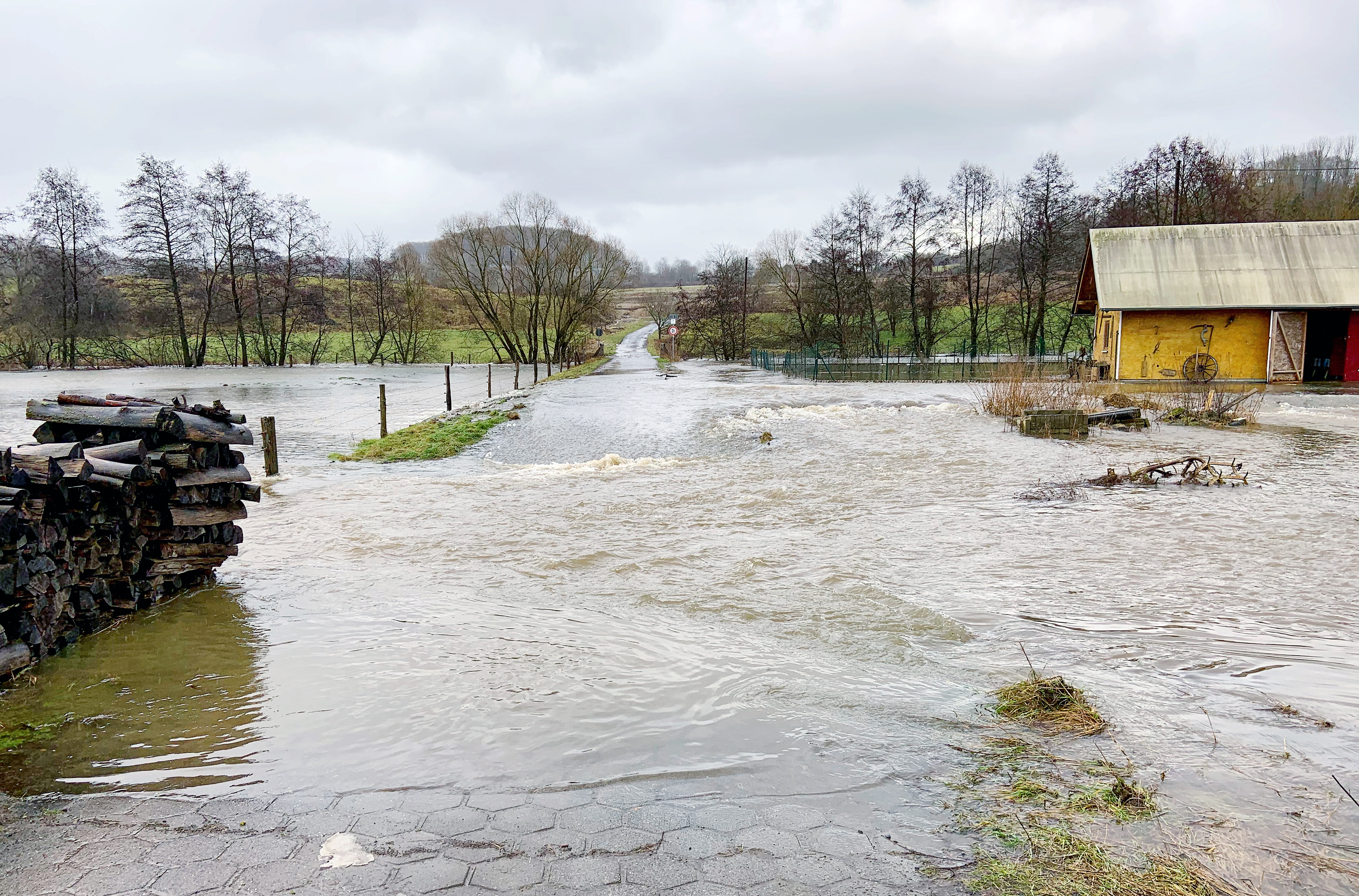
Hochwasser im Januar 2021

### Geologie

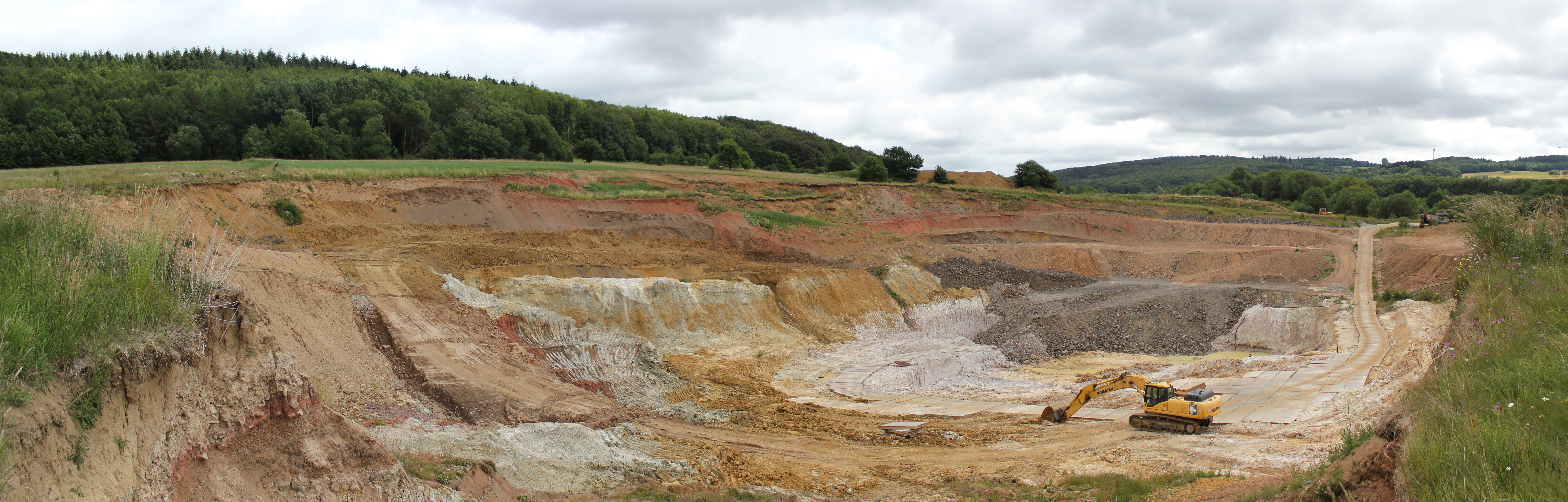
Tonabbau in unmittelbarer Ortsnähe, Juni 2011

Als Hinterlassenschaft eines Meeres aus der zeitlichen Periode des Devon haben sich Tonvorkommen abgelagert, die seit Jahrzehnten in unmittelbarer Ortsnähe abgebaut werden. Nach Austonung der Abbaugebiete, also nach dem Abbau ausbeutbarer Tonvorkommen, werden die Flächen rekultiviert. Die typischen Begleiterscheinungen des Tonabbaus, wie der Verlust der Oberflächenvegetation sowie die optische Zerstörung der Landschaft und eine als unzureichend empfundene Rekultivierung, werden in der Guckheimer Öffentlichkeit seit Jahren kontrovers diskutiert.
Guckheim war Teil des Westerwälder Braunkohlereviers, einem Bergbaurevier, in dem vom 16. bis ins 20. Jahrhundert Braunkohle gewonnen wurde. Die Braunkohle wurde in der Grube Franziska (50° 31′ 54,5″ N, 7° 57′ 12,8″ O) zwischen 1746 (erste urkundliche Erwähnung) und 1847 aus einem 1,5 Meter bis 2,10 Meter dicken Flöz in 10 Metern Tiefe gefördert. Das sogenannte „Berghaus“ am Ortseingang ist ein Relikt aus dieser Zeit. In der Vergangenheit wurde in unmittelbarer Ortsnähe in geringem Maß auch Basalt (bis 1928) abgebaut.

### Naturschutz

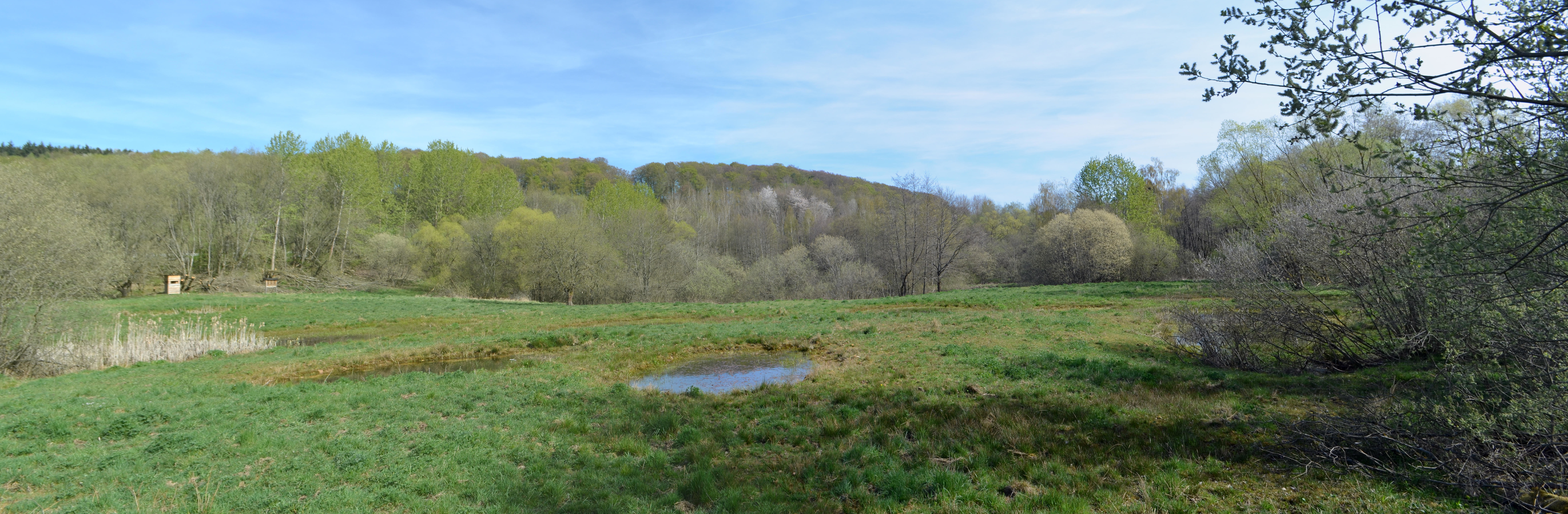
Naturschutzgebiet Hasenwiese

Das bebaute Ortsbild von Guckheim gehört zu rund 95 Prozent zum Landschaftsschutzgebiet Secker Weiher – Wiesensee (Gebietsnummer 07-LSG-7143-017). Landschaftsschutzgebiete werden nach § 20 Landesnaturschutzgesetz zur Erhaltung der natürlichen Vielfalt, Eigenart und Schönheit der Landschaft ausgewiesen.
Die etwa 4,0 ha Hasenwiese ist das kleinste Naturschutzgebiet im Westerwaldkreis.

### Ortsgliederung
Guckheim besteht aus den Ortsteilen Wörsdorf und Guckheim. Noch 1823 führt Johann Andreas Demian in seinem Handbuch der Geographie und Statistik des Herzogthums Nassau Guckheim und Wörsdorf als zwei eigenständige Dörfer auf.
Nur wenige Jahre später schreibt Johann Günther Friedrich Cannabich 1827 von zwei Dörfern die eine Gemeinde bilden. Seitdem sind beide Orte zur heutigen geschlossenen Gemeinde zusammengewachsen. Trotzdem hat sich die ursprüngliche Trennung im Sprachgebrauch gehalten. Ältere Guckheimer verwenden auch heute noch zur Unterscheidung der Anwohner die Bezeichnungen „Guggemer“ und „Werschdörfer“. Der alte Ortsname „Wörsdorf“ wird auf geographischen Karten weiterhin als Ortsteilname verwendet.

## Geschichte

### Besiedelung und Herkunft der Ortsnamen

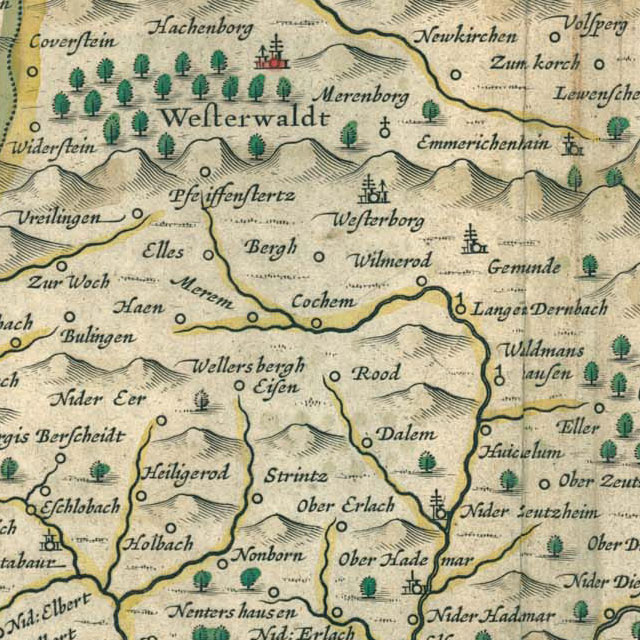
„Cochem“ (Guckheim) in der Nassovia Comitatus, Kupferstich, gestochen von Salomon Rogiers, verlegt bei Willem Blaeu, vermutlich 1641

Zur Herkunft des Ortsnamens Guckheim gibt es verschiedene Theorien und Hinweise.
Eine erste Besiedelung fand vermutlich im 4. bis 6. Jahrhundert n. Chr. mit dem Eindringen der Chatten (Hessen) in den Westerwald statt. Zu dieser Zeit entstanden die Siedlungen der Landnahmezeit mit Endungen auf -ingen und -heim.
Ortsnamen die auf -heim bzw. -em enden, haben sich ursprünglich meist aus Einzelgehöften entwickelt, während Siedlungen mit der Endsilbe -dorf (Wersdorf, Wirsdorf, Wörsdorf) auf Ansammlungen solcher Gehöfte hinweisen.
Das aus dem westgermanischen stammende „guggjon“ (bewachen, beschauen) benennt einen Ort besonderer Wertschätzung und Stellung und könnte ebenfalls namensgebend gewesen sein. Dies würde auf eine Besiedlung ab 380 v. Chr. hinweisen, als die Germanen vom Osten und vom Siegtal kommend in den oberen Westerwald eindrangen.
Der Name Guckheim kann auch aus der Karolingerzeit (750–900) stammen. Alte Bezeichnungen für Guckheim, wie „Cochem“, „Gocheim“ und das mundartlich bis heute verwendete „Guggem“ deuten auf diese Siedlungsepoche. Häufig weisen Ortsnamen auf den ersten Ansiedler hin, der hier also ein „coc, coch, goch, guco, gogo“ im Namen geführt haben könnte.
Seit der ersten urkundlichen Erwähnung lassen sich aus verschiedenen Quellen weitere Namensvarianten nachweisen: 1299 Gocheim, 1305 Gucheym, 1334 Gucheim, 1441 Kochem, 1534 Jockheim, 1539 und 1786 Guckheim, 1584 Gockumb, 1599 Gockheim. Die über die Jahrhunderte nachgewiesenen unterschiedlichen Schreibweisen des Ortsnamens sind jedoch nicht auf Umbenennungen zurückzuführen, sondern wahrscheinlich aufgrund fehlerhafter Wiedergabe von nicht ortsansässigen Gelehrten oder Reisenden entstanden.
Bei Ausschachtungen für die Fundamente der neuen Muttergottes-Kapelle auf dem Rothenberg wurde eine Erdschicht von ca. 2,50 m Höhe abgetragen. Unter dem Fundament des Vorgängerbaus fand man eine Tonscherbenschicht von ca. 5 Zentimetern Dicke bei einer Größe von ca. 4 bis 5 Quadratmetern, die laut Untersuchungen aus der Zeit von 1000 n. Chr. stammt. Vermutlich befand sich um die Jahrtausendwende eine Kultstätte auf dem Rothenberg.
Für den Rothenberg gibt es keine einheitliche Schreibweise. In aktuellen Karten ist der Rothenberg auch teilweise als Roterberg aufgeführt. Mundartlich wird er als Ruurebersch (Roterberg) bezeichnet.

### Urkundliche Erwähnungen

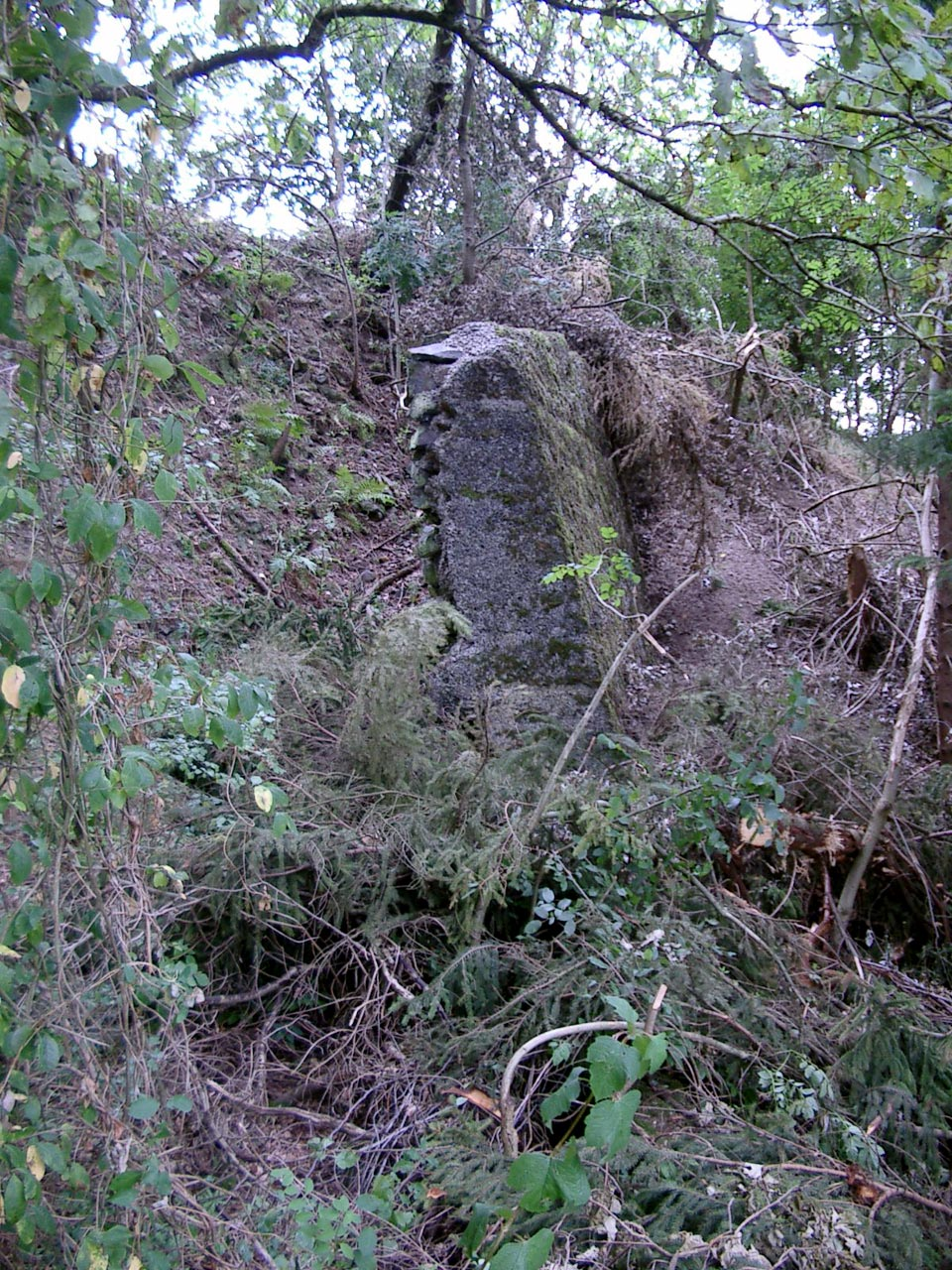
Reste der baulichen Anlagen im Basaltsteinbruch Römmel; der Basaltabbau wurde 1928 eingestellt

In Aufzeichnungen über Besitzungen des Klosters Seligenstatt aus den Jahren 1213–1215 wird der Ortsname Wörsdorf zweimal aufgeführt. Die Aufzeichnungen enthalten die Textfragmente … auch in Wyrßdorff… und … Item Diderich von Wyrßdorff….
Die erste urkundliche Erwähnung von Wörsdorf vom 25. September 1285 besagt, dass der Abt des Klosters St. Pantaleon in Köln vom Orden des Hl. Benedikt als vom Papst bestelltem Conservator der Privilegion des Deutschen Ordens  sich über den Grafen Otto von Nassau und dessen Sohn Heinrich sowie deren Helfer Heinrich von Wörsdorf beklagt um nach vorheriger Ermahnung gegen jene die Exkommunikation zu verkünden.
Weitere Nennungen von Wörsdorf datieren aus den Jahren 1315, 1346 und 1525.
Der Ritter Ludwig Scherre von Waldmannshausen stiftete 1315 von seinen Gütern hier ein ewiges Licht in die Klosterkirche zu Seligenstatt und die Rödel von Reifenberg werden 1346 von Molsberg mit einem Gute hier belehnt.
… Wirsdorf, wo die Herren von Westerburg, die von Ottenstein, Reifenberg, Brambach und Riedesel 1525 Höfe hatten.
Guckheim wurde erstmals im Jahr 1299 erwähnt:
14. Dezember 1299
Elisabeth gen. von Dorndorf (Dorndorf). Ww. des Ritters Heinrich von Sottenbach, schenkt all ihren beweglichen (bona mea mobilia, utensilia affernalia) und unbeweglichen Besitz in den Dörfern und Gemarkungen Stenbach (Steinbach), Dorringdorf (Dorndorf) Hausen, Vridekobin (Frickhofen), Gocheim (Guckheim) und Wermolderode (Willmenrod) an Hofstätten, Häusern, Höfen, Gärten, Wiesen, Weiden, Wäldern, Fischereien, Zinseinkünften oder anderem der Äbtissin und dem Konvent der Nonnen in Gnadenthal (in valle gracie) zum Heil ihrer Seele und der ihrer Eltern und aller ihrer Vorfahren vor den Schultheißen, Schöffen und anderen Dorfbewohnern und überweist die Güter dem Kloster zu Händen seines Prokurators als Eigentum. - Sgg. des Grafen Gerhard von Diez des Gottfried gen. im Hof (in Curia), Friedrich gen. Stayl und des Hiltwin von Elkershausen, Ritter.
- Actum et d. 1299 in crastino beate virginis (Lucie). 19 kalendas Januarii
In den Nassauischen Annalen ist folgende Aufzeichnung aufgeführt:
1299 Gocheim, hatten die von Piesport 1735 einen Hof. Güter kamen hier von Elisabeth von Dorndorf, Witwe von Sottenbach, 1299 ans Kloster Gnadenthal, 1305 an die Ritz von Dehrn und 1334 an die von Schönborn. Wiesen hatten hier die von Mudersbach, die über die von Brambach 1694 an die von Walderdorf kamen. Die Mühle besaß Leiningen-Westerburg 1511 und noch 1786. Eine Braunkohlengrube war 1746 hier in Betrieb.
Die Guckheimer Mühle wird 1511 zum ersten Mal urkundlich erwähnt. Sie war noch bis 1980 im Betrieb.

### Geschichte bis in die Neuzeit

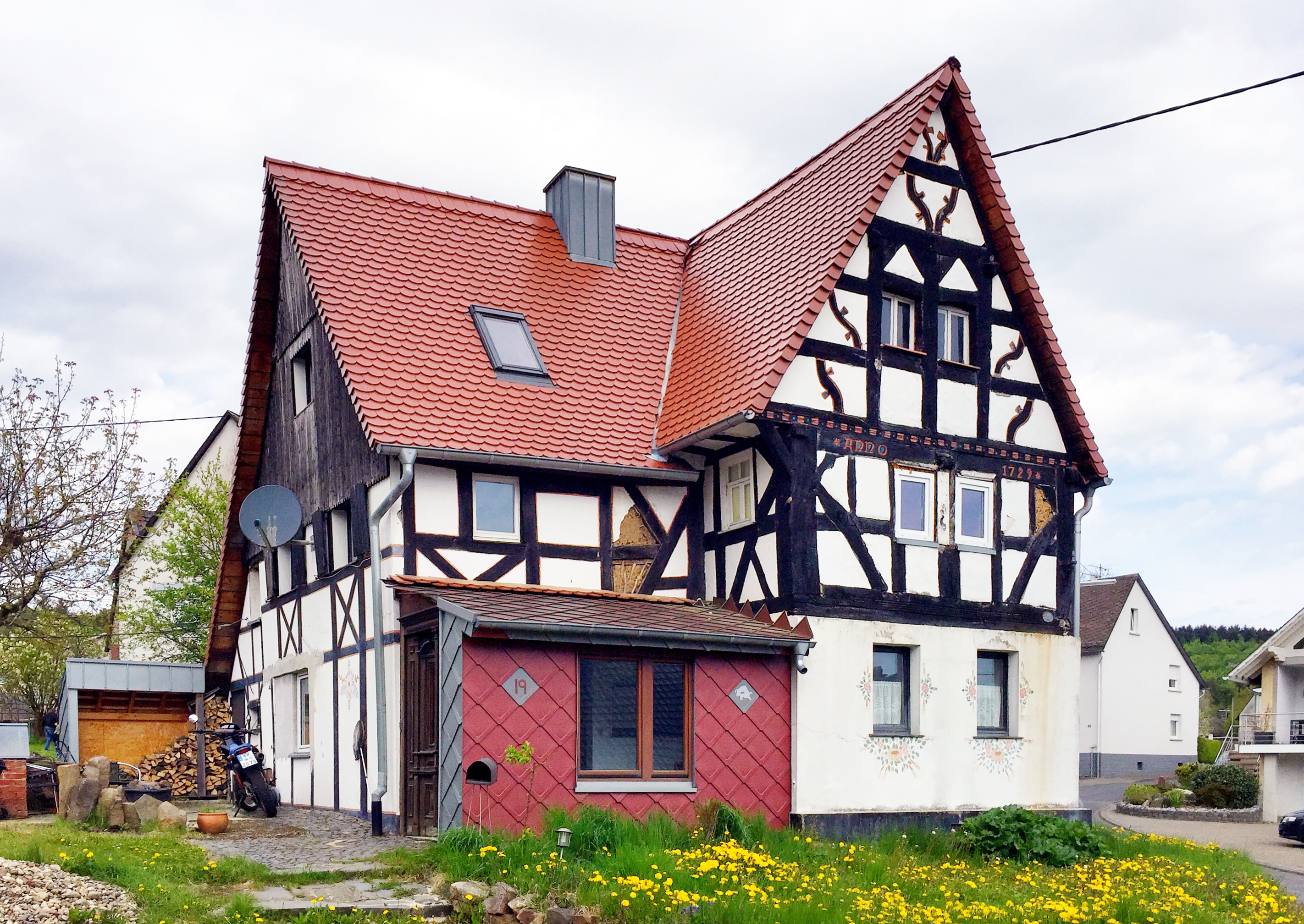
Wohnhaus aus dem Jahr 1729, Standort Elbbachstraße 19. Gebäude steht unter Denkmalschutz

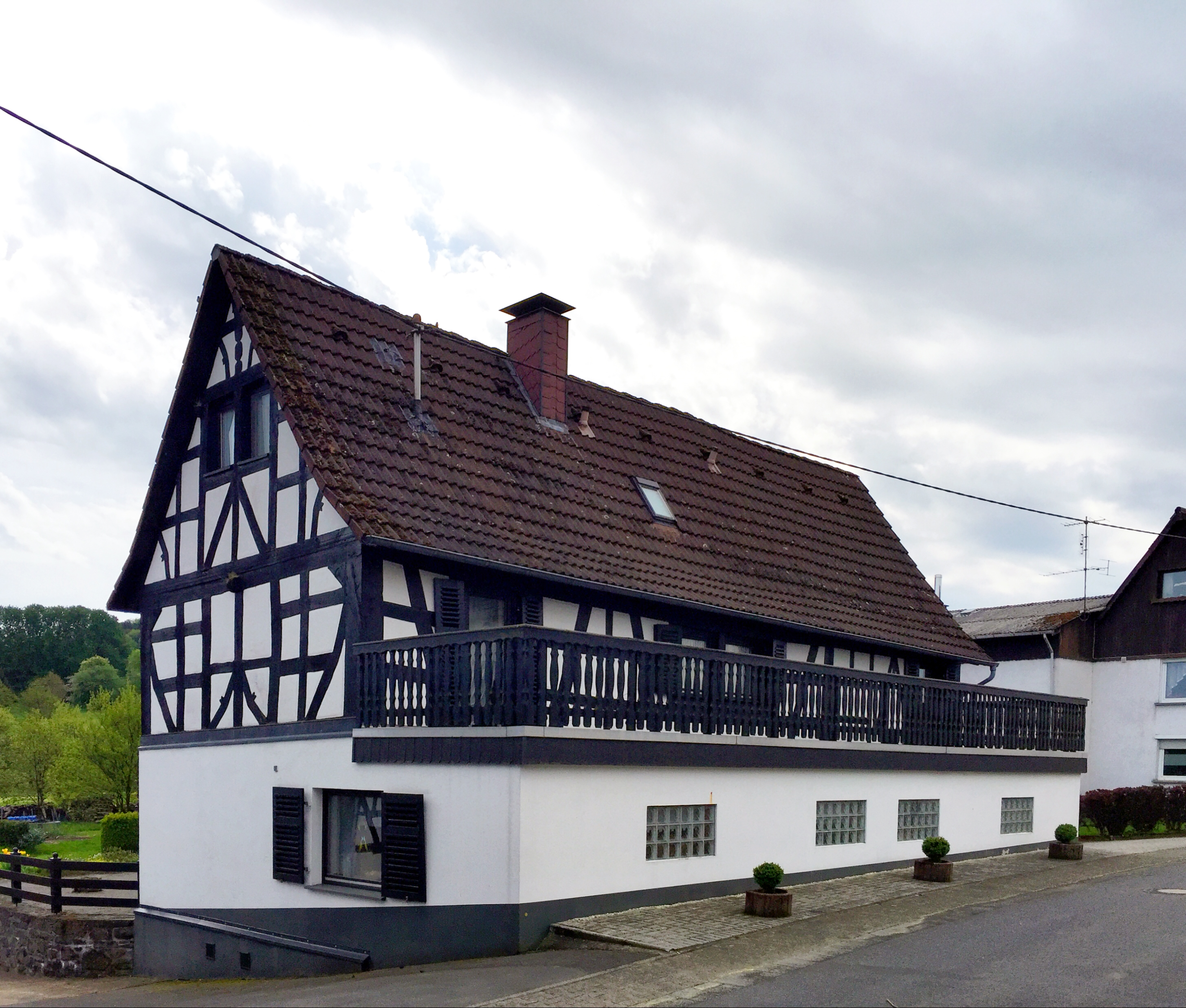
Wohnhaus aus der ersten Hälfte des 18. Jahrhunderts, Standort Elbbachstraße 18. Gebäude steht unter Denkmalschutz

Seit dem 13. Jahrhundert gehörte der Ort zur Grafschaft Diez. Ab 1490 wird Guckheim zusammen mit Wörsdorf (Wersdorf) zur Salzer Zech gerechnet. (Abgeleitet von zechen, umzechen, der Zech nach gehen, umwechseln, Umzech halten = der Reihe nach (Dorfdienste) tun)
Am 27. Juli 1564 fällt Guckheim mit den Kirchspielen Salz, Meudt, Nentershausen und Hundsangen durch den Diezer Vertrag an das Kurfürstentum Trier und damit dem Amt Montabaur zu.
Der Dreißigjährige Krieg hinterlässt auch in Guckheim seine Spuren. 1666 gab es in Guckheim nur noch die Familiennamen: Göbel, Fasel und Gleser. In Wörsdorf sind noch feststellbar: Kiep, Schumacher, Born, New (Neu), Fritz, Zeis, Göbel und Fasel. Aus mündlicher Überlieferung ist bekannt, dass in den Kriegsjahren im Ortsteil Guckheim gegenüber dem Dorfkreuz Einwohner gefoltert wurden.
Ab 1748 findet in Guckheim erstmals geordneter Schulunterricht statt, der abwechselnd in verschiedenen Häusern der Einwohner abgehalten wird. Mit der Einstellung des Lehrers Matthias Fasel aus Wörsdorf, beginnt 1820 der Unterricht in einem von der Gemeinde angemieteten Schulzimmer im so genannten Perersch Haus. Auf Anweisung der Herzoglich-Nassauischen Landesregierung beginnt Matthias Fasel die Guckheimer Schulchronik. 1832 erfolgt der Gemeindebeschluss zum Bau eines Schulgebäudes, das am 4. November 1833 eingeweiht wird.
In den Jahren 1841, 1842 und 1846 hinterlässt eine Typhusepidemie in Guckheim und einigen Nachbarorten mehrere Tote. In Guckheim und Wörsdorf sind nach Berichten von Med.-Rath Dehne vom August bis zum Januar 1842 insgesamt 40 Personen von der Krankheit befallen.

### Entwicklung der Einwohnerzahl
Genaue Bevölkerungszahlen von Guckheim liegen erst seit 1787 vor. Bis zum Ende des 18. Jahrhunderts wurden ausschließlich Angaben zu Feuerstellen (Häuser/Anwesen) bzw. Familien erhoben. Zuverlässige Zahlen zur Bevölkerungsentwicklung liegen erst seit 1525 vor.
1525 werden sieben Feuerstellen gezählt, für das Jahr 1562 nennt das Dienstregister der Grafschaft Diez sieben Namen (Familien) für Wörsdorf. Ein Jahr später sind es acht Feuerstellen.
1589 werden sieben trierische Dienstleute und ein Vogtmann aufgeführt, wobei die Bewohner beider Ortsteile eingerechnet sind. Bis zum Jahr 1653 ist die Einwohnerzahl im Vergleich nicht nennenswert angestiegen, da der Dreißigjährige Krieg auch in Guckheim nicht ohne Auswirkungen blieb. Für Wörsdorf werden acht Familien gezählt, in Guckheim sind es zwei Familien. 1684 werden neun Feuerstellen für Wörsdorf und vier Feuerstellen für Guckheim erwähnt.
1823 werden für Guckheim und Wörsdorf insgesamt 271 Einwohner angegeben. 1843 wohnen 77 Familien mit insgesamt 338 ausschließlich katholischen „Seelen“ in 59 Häusern.
Der Zweite Weltkrieg hinterlässt ebenfalls seine Spuren. Auch unter den Guckheimern gibt es Verluste. Die Zahl der Einwohner unterscheidet sich in den Vergleichsjahren 1939 und 1950 nur unwesentlich.
Die Entwicklung der Einwohnerzahl von Guckheim, die Werte von 1871 bis 1987 beruhen auf Volkszählungen:
| Jahr | Einwohner |
| ---- | --------- |
| 1787 | 244       |
| 1818 | 277       |
| 1840 | 338       |
| 1905 | 362       |
| 1939 | 471       |
| 1950 | 472       |

| Jahr | Einwohner |
| ---- | --------- |
| 1973 | 645       |
| 1978 | 721       |
| 1983 | 744       |
| 1989 | 805       |
| 1993 | 881       |
| 1997 | 933       |

| Jahr | Einwohner |
| ---- | --------- |
| 2005 | 908       |
| 2011 | 919       |
| 2017 | 947       |
| 2023 | 976       |

## Politik

### Bürgermeister
Benjamin Becker wurde am 9. August 2019 Ortsbürgermeister von Guckheim. Bei der Direktwahl am 26. Mai 2019 war er mit einem Stimmenanteil von 91,81 % für fünf Jahre gewählt worden. Er wurde im Juni 2024 wiedergewählt.
Beckers Vorgänger als Ortsbürgermeister war Kurt Jung.

## Kultur uns Sehenswürdigkeiten

### Dialekt/Mundart
| Hochdeutsch      | Guckheimer Platt (Wäller Platt) |
| ---------------- | ------------------------------- |
| es regnet        | et reent                        |
| es regnet stark  | et trätscht                     |
| es regnet leicht | et fisselt                      |
| es schneit       | et schnaascht                   |
| es schneit stark | et woost                        |

In Guckheim wird als Mundart das Wäller Platt gesprochen, das zum moselfränkischen Dialektverband gehört.
Wie auch in anderen Dialektgebieten wurde die Pflege und Weitergabe der Mundart in der Zeit nach dem Zweiten Weltkrieg zugunsten eines dem Standarddeutschen angenäherten Regiolekts stark zurückgedrängt bzw. vernachlässigt. Die Mundart befindet sich als Alltagssprache auf dem Rückzug. Auch die geänderten gesellschaftlichen Lebensbedingungen lassen einen großen Teil des Dialekts aussterben. So werden z. B. die variantenreichen mundartlichen Bezeichnungen für unterschiedliche Witterungsverhältnisse durch den Rückgang der witterungsabhängigen Landwirtschaft und des entsprechend differenzierten bäuerlichen Sprachgebrauchs immer weniger verwendet.

### Bauwerke

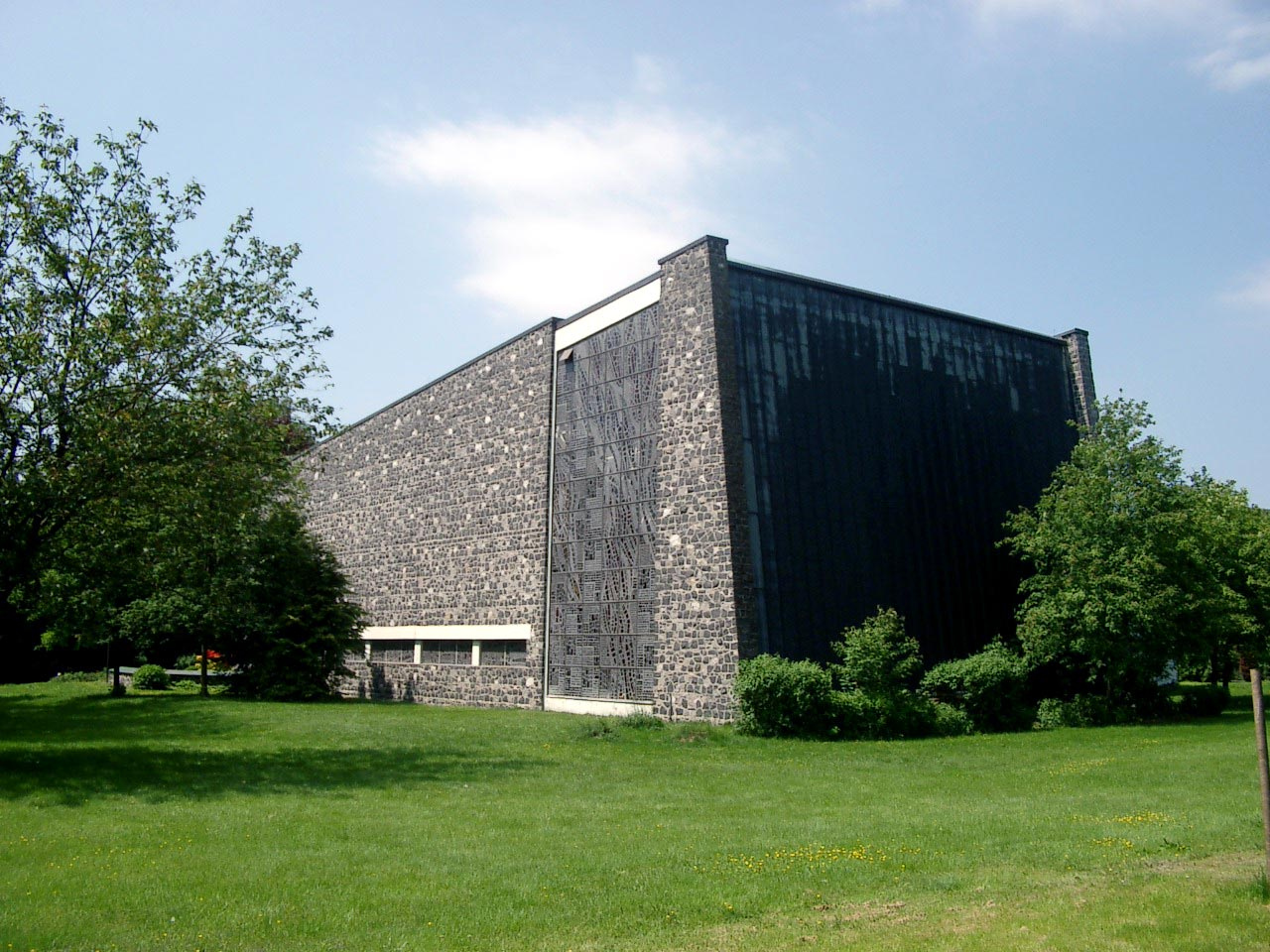
St.-Johannes-Kirche in Guckheim, Einweihung am 16. Juni 1963, Gebäude steht unter Denkmalschutz. Architekt: Hans Busch, Frankfurt/Main

- Marienwaldkapelle
- Kirche St. Johannes

### Sehenswürdigkeiten/Naherholung

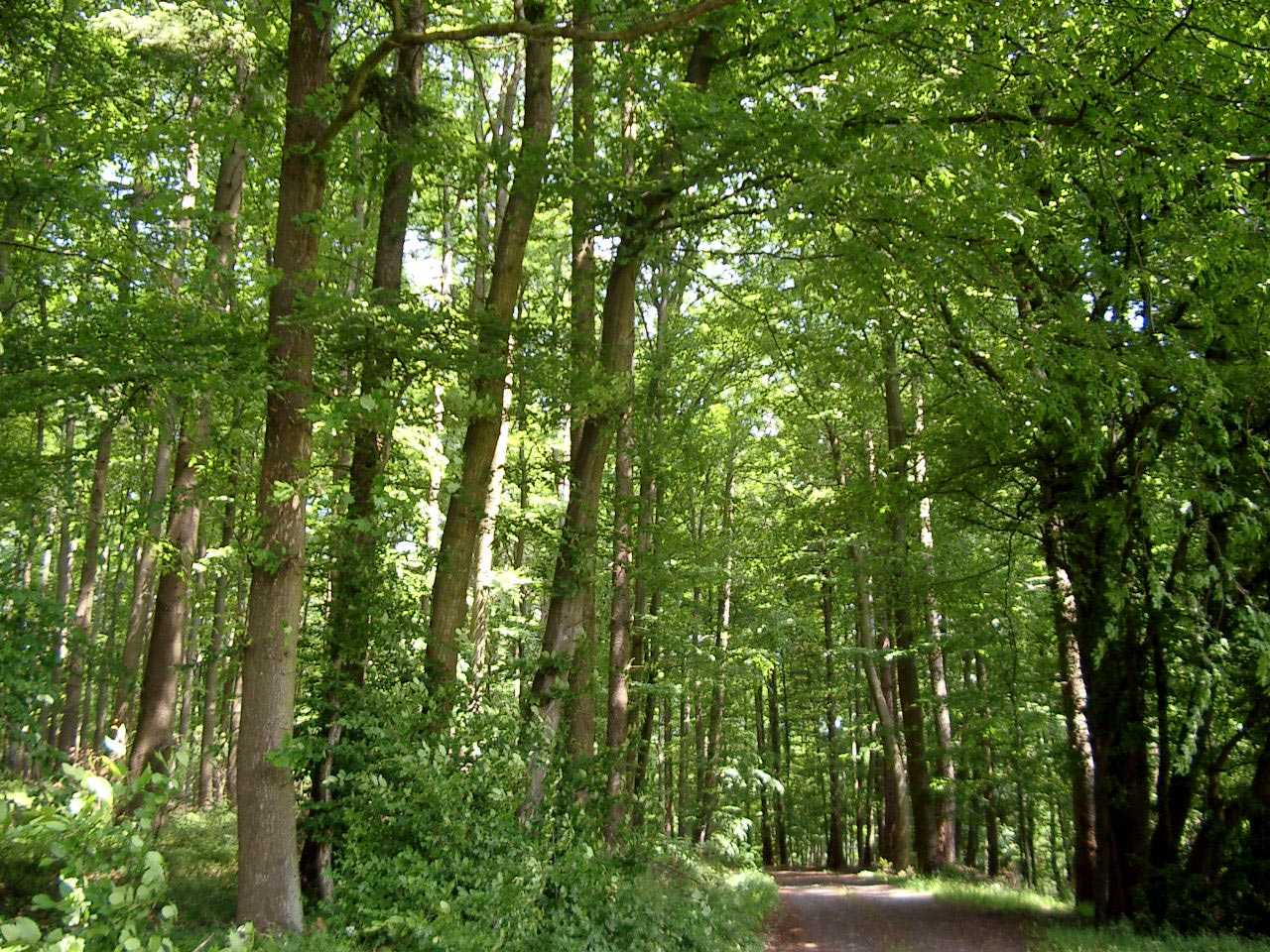
Wald bei Guckheim

Guckheim liegt umrahmt von Laub- und Tannenwäldern. Hervorzuheben sind der Lehrpfad für Wald- und Vogelkunde auf dem Rothenberg und die nahen Ruinen der nach 1100 errichteten Weltersburg, die von Guckheim aus zu Fuß zu erreichen sind. Der Elbbach fließt direkt an Guckheim vorbei zur Lahn. Mit seiner Wasserkraft wurde in den vergangenen Jahrhunderten eine Mühle betrieben. In etwa 5 km Entfernung befindet sich das 1192 erstmals urkundlich erwähnte Schloss Westerburg (Westerwald). Weiterhin ist in ca. 10 km Entfernung zwischen Pottum und Stahlhofen der etwa 450 m hoch gelegene und ca. 80 Hektar große Wiesensee mit seinem Freizeitangebot zu finden.
Ca. 750 m Luftlinie von Guckheim entfernt, führt ein rund 11 km langer, beliebter Rad- und Wanderweg aus Richtung Wallmerod zum ehemaligen Bahnhofsbereich in Westerburg. Der Wanderweg, der auch von Fahrradfahrern und Skatern genutzt wird, sollte ursprünglich um weitere 10 bis 20 km in Richtung Höhn/Rennerod über die unter Denkmalschutz stehende Hülsbachtalbrücke in Westerburg erweitert werden.

## Verkehr
- Guckheim wird durch die Regionalbusse der Linie 116 (Montabaur Konrad-Adenauer-Platz – Montabaur Bahnhof/FOM – Guckheim – Westerburg Bahnhof) und der Linie 460 (Koblenz – Montabaur – Westerburg) angefahren.
- Die nächstgelegene Anschlussmöglichkeit an den Eisenbahnverkehr ist der Bahnhof Westerburg, hier verkehrt die Regionalbahnlinie 90 (Limburg(Lahn) – Diez Ost – Westerburg – Hachenburg – Altenkirchen – Au(Sieg) – Wissen(Sieg) – Siegen) nach dem Rheinland-Pfalz-Takt täglich im Stundentakt.
- Seit dem 1. Januar 2017 gilt auch im Westerwaldkreis der Tarif des Verkehrsverbund Rhein-Mosel (VRM).
- Die Bundesautobahn 3/E 35 ist über die (Abfahrt Diez/Nentershausen) erreichbar, die Bundesstraßen 8 und 255 geben ebenso eine gute Verkehrsinfrastruktur.